# 24626 Астровізард
24626 Астровізард (24626 Astrowizard) — астероїд головного поясу, відкритий 9 жовтня 1980 року.
Тіссеранів параметр щодо Юпітера — 3,262.